# Dmitri Dudarew
Dmitri Wiktorowitsch Dudarew (russisch Дмитрий Викторович Дударев; * 23. Februar 1976 in Ust-Kamenogorsk, Kasachische SSR) ist ein kasachischer Eishockeyspieler, der zuletzt 2014 beim HK Almaty in der Kasachischen Eishockeymeisterschaft spielte.

## Karriere
Dmitri Dudarew begann seine Karriere 1994 in der ersten russischen Liga bei Torpedo Ust-Kamenogorsk. 1995 wechselte der Stürmer zum russischen Verein HK Awangard Omsk, wo er nur eine Saison spielte. Danach wurde er vom russischen Erstligisten Sewerstal Tscherepowez für zwei Spielzeiten verpflichtet. Die Saison 1999/2000 verbrachte er beim deutschen Zweitligisten EC Wilhelmshaven. Weitere Stationen waren HK Dynamo Moskau, HK Sibir Nowosibirsk, Ak Bars Kasan, mit dem er 2006 russischer Meister wurde, HK MWD Twer und Amur Chabarowsk. Bei Metallurg Nowokusnezk aus Russland stand Dudarew zwischen 2008 und 2011 unter Vertrag und absolvierte dabei 163 KHL-Partien.
In der Spielzeit 2011/12 gehört Dudarew wieder dem Kader von Torpedo Ust-Kamenogorsk, das inzwischen in der Wysschaja Hockey-Liga spielt, an. Anschließend schloss er sich dem Ligakonkurrenten HK Sokol Krasnojarsk an, bevor er im Frühjahr 2014 zum HK Almaty wechselte, für den er noch acht Partien in der kasachischen Meisterschaft spielte.

### International
Im Juniorenbereich spielte Dudarew für Kasachstan bei der U20-C2-Weltmeisterschaft 1995, als er als Topscorer und bester Vorbereiter auch zum besten Stürmer des Turniers gewählt wurde, und der U20-C-Weltmeisterschaft 1996.
1998 nahm Dmitri Dudarew mit Kasachstan an den Olympischen Winterspielen in Nagano teil und erzielte dabei in sieben Spielen ein Tor und ein Assist. Auch 2006 wurde Dudarew in die kasachische Nationalmannschaft berufen und nahm an den Olympischen Winterspielen 2006 teil.
Sein Debüt bei Weltmeisterschaften bestritt er bei der B-Weltmeisterschaft 1997, als er mit seiner Mannschaft in die A-Gruppe aufstieg. Anschließend spielte er 1998 bei der A-Weltmeisterschaft und nach dem sofortigen Abstieg der Kasachen 1999 erneut bei der B-Weltmeisterschaft. Außerdem bestritt er nach der Umstellung auf das heutige divisionensystem für Kasachstan 23 Spiele bei den Weltmeisterschaften der Top-Division 2004, 2005, 2010 und 2012 und erzielte dabei fünf Tore. 2011 nahm er mit Kasachstan an der Weltmeisterschaft der Division I teil.
Zudem vertrat er seine Farben bei den Winter-Asienspielen 2011, die er mit der kasachischen Auswahl durch einen 4:1-Erfolg im entscheidenden Spiel gegen Japan gewinnen konnte.

## Erfolge und Auszeichnungen
- 1995 Aufstieg in die C1-Gruppe bei der U20-C2-Weltmeisterschaft
- 1995 Bester Stürmer, Scorer und Torvorbereiter bei der U20-C-Weltmeisterschaft
- 1996 Aufstieg in die B-Gruppe bei der U20-C-Weltmeisterschaft
- 1997 Aufstieg in die A-Gruppe bei der B-Weltmeisterschaft
- 2006 Russischer Meister mit Ak Bars Kasan
- 2011 Goldmedaille bei den Winter-Asienspielen
- 2011 Aufstieg in die Top-Division bei der Weltmeisterschaft der Division I, Gruppe B

## KHL-Statistik
(Stand: Ende der Saison 2010/11)